# Industrija Bosne i Hercegovine
Industrija Bosne i Hercegovine počela se razvijati dolaskom Austro-Ugarske Monarhije na prostore ove države. Razvojem industrije došlo je i do razvoja prometne mreže, te urbanizacije. Poslije Drugog svjetskog rata industrija je doživjela puni zamah, pa se Bosna i Hercegovina iz agrarne preobrazila u izrazito industrijsku zemlju. Razvijala se, kao i cjelokupno gospodarstvo, sve do ratnih zbivanja 1992. – 1995. godine (Rat u Bosni i Hercegovini). Industrijska infrastruktura je u tom periodu gotovo u potpunosti uništena, a također je izgubila korak s gospodarskim tokovima u svijetu.

## Teška industrija

### Metalurgija
Centri metalurgije su Zenica, Mostar, Jajce, Banja Luka i Tuzla. Osnovni resursi koji se prerađuju su željezo, mangan, krom, olovo, cink, boksit, antimon i nikal. U postrojenjima se proizvode veće količine čelika, vučene žice, ferolegura, sirovog aluminija, glinice, kovanih proizvoda, livanih proizvoda, valjanih proizvoda itd. Najveći metalurški kombinat je "Aluminij" iz Mostara.

### Metalna industrija
Metalna industrija u BiH počela se razvijati poslije Drugog svjetskog rata. Do 1992. godine metalna industrija zapošljavala je veliki broj radnika. Glavna su središta danas Široki Brijeg (FeAl), Sarajevo, Zenica i Banja Luka.

### Kemijska industrija
Kemijska industrija se prije rata temeljila većinom na preradi soli i na uvoznim petrokemijskim proizvodima. Proizvodnja se danas obnavlja u postrojenjima u Tuzli, Lukavcu, Mostaru, Sarajevu, Jajcu, Višegradu i Vitezu. Proizvode se soda, kiseline, umjetna gnojiva, boje i lakovi, eksplozivi, sredstva za pranje i čišćenje, plastične mase, lijekovi itd.

## Laka industrija

### Tekstilna industrija
Prije rata je zapošljavala veliki broj radnika, većinom žena. Bila je manje razvijena u odnosu na druge grane industrije, a glavna središta su Visoko, Travnik, Mostar i Sarajevo. Većina pamučnih tkanina se u BiH uvozi.

### Prehrambena industrija
U nizinskim predjelima peripanonske Bosne i riječnim dolinama uzgajaju se žitarice, u područjima niskih pobrđa voće i povrće, a na području Hercegovine vinova loza, mandarina, marelica, breskva i duhan. Prije rata su peradarstvo i svinjogojstvo gotovo imali karakter industrijske proizvodnje; govedarstvo je veoma zastupljeno, a ovčarstvo je najzastupljenije u planinskim predjelima. Poljoprivredne sirovine se prerađuju u postrojenjima diljem države.

### Drvna industrija
Danas postoji veliki broj legalnih, ali i ilegalnih pilana koje obrađuju drvo, a šume se sijeku bez plana. Tvornice namještaja još uvijek ne rade punim kapacitetom. Također se proizvodi celuloza, papir i karton.